# Bataille de Svindax
Guerres byzantino-géorgiennes
Batailles
- Shirimni (1021)
- Svindax (1022)
- Sasireti (1042)

La bataille de Svindax se déroula au cours de l'été 1022 entre l'armée byzantine de l'empereur byzantin Basile II et l'armée géorgienne du roi Georges Ier de Géorgie. La bataille eut lieu à Svindax (une chronique médiévale géorgienne la connait sous le nom de სვინდაქსი ou Suindax'i) dans la province de Basian. Finalement, les Byzantins remportèrent une victoire décisive. Georges Ier dut négocier un traité de paix mettant fin aux guerres byzantino-géorgiennes concernant la succession des Curopalates géorgiens en Asie Mineure.